# Борцы с преступностью
Борцы с преступностью (итал. I due superpiedi quasi piatti ; Италия, 1977) — итальянско-американский комедийный боевик режиссёра Энцо Барбони с Теренсом Хиллом и Бадом Спенсером в главных ролях. Один из самых удачных фильмов этого актёрского дуэта. 

## Сюжет
Действие происходит в США. Главные герои — двое безработных (и по совместительству великолепных мастеров рукопашного боя), которые случайно познакомились друг с другом и никак не могут найти себе работу. Наконец, отчаявшись, они планируют совершить ограбление, но по ошибке вламываются в полицейский участок, и, чтобы выкрутиться из положения, записываются в полицию. После обучения их выпускают патрулировать улицы, и вскоре преступности приходит конец…

## Создатели фильма

### Съёмочная группа
- Режиссёр — Энцо Барбони
- Сценарий — Энцо Барбони
- Оператор — Клаудио Чирилло
- Композиторы — Гвидо Де Анджелис, Маурицио Де Анджелис
- Продюсер — Витторио Гальяно

### В ролях
- Теренс Хилл — Мэтт Кирби
- Бад Спенсер — Уилбур Уолш
- Дэвид Хаддлстон — Капитан Макбрайд
- Лучано Катеначчи — Фред Клайн
- Эцио Морано — Кровосос
- Лучано Росси — Джеронимо
- Луиджи Казеллато — аптекарь
- Эди Бьяджетти — лейтенант Говернор
- Джилл Флантер — графиня Галина Кочилова
- Эйприл Клоф — Энжи Кроуфорд